# Coppa Montenero 1929
La Coppa Montenero 1929 (III Coppa Ciano) est un Grand Prix qui s'est tenu sur le Circuito di Montenero le 21 juillet 1929 et disputé par deux classes : les véhicules de plus de 1 100 cm3 et les véhicules de moins de 1 100 cm3.

## Ordre de départ
| Pos. | no | Pilote      | Châssis    | Heure du départ  |
| ---- | -- | ----------- | ---------- | ---------------- |
| 1    | 2  | Moradei     | Salmson    | 15 h 0 min 0 s   |
| 2    | 10 | Bucci       | Fiat       | 15 h 2 min 30 s  |
| 3    | 12 | Villa       | Derby      | 15 h 3 min 0 s   |
| 4    | 14 | Sartorio    | Almilcar   | 15 h 3 min 30 s  |
| 5    | 16 | E. Maserati | Maserati   | 15 h 5 min 0 s   |
| 6    | 18 | Giorgini    | OM         | 15 h 5 min 30 s  |
| 7    | 22 | Sirignano   | Alfa Romeo | 15 h 6 min 30 s  |
| 8    | 24 | Benini      | Alfa Romeo | 15 h 7 min 0 s   |
| 9    | 26 | Arcangeli   | Talbot     | 15 h 7 min 30 s  |
| 10   | 28 | Varzi       | Alfa Romeo | 15 h 8 min 0 s   |
| 11   | 30 | Ruggeri     | Maserati   | 15 h 8 min 30 s  |
| 12   | 32 | Balestrero  | Bugatti    | 15 h 9 min 0 s   |
| 13   | 36 | Campari     | Alfa Romeo | 15 h 10 min 0 s  |
| 14   | 38 | Decaroli    | Bugatti    | 15 h 10 min 30 s |
| 15   | 40 | Ghersi      | Alfa Romeo | 15 h 11 min 0 s  |
| 16   | 42 | Morandi     | OM         | 15 h 11 min 30 s |
| 17   | 44 | Razzauti    | Alfa Romeo | 15 h 12 min 0 s  |
| 18   | 46 | Pastore     | Maserati   | 15 h 12 min 30 s |
| 19   | 48 | Rosa        | OM         | 15 h 13 min 0 s  |
| 20   | 50 | Brilli-Peri | Alfa Romeo | 15 h 13 min 30 s |
| 21   | 54 | Nuvolari    | Alfa Romeo | 15 h 14 min 30 s |
| 22   | 62 | Biondetti   | Bugatti    | 15 h 16 min 30 s |

## Classement de la course
| Pos  | no | Pilote              | Écurie                     | Châssis               | Tours | Temps/Abandon                                | Grille |
| ---- | -- | ------------------- | -------------------------- | --------------------- | ----- | -------------------------------------------- | ------ |
| 1    | 28 | Achille Varzi       | SA Ital. Ing. Nicola Romeo | Alfa Romeo P2         | 10    | 2 h 34 min 51 s 6 (87,2 km/h)                | 10     |
| 2    | 54 | Tazio Nuvolari      | SA Ital. Ing. Nicola Romeo | Alfa Romeo 6C 1750 GS | 10    | + 1 min 30 s 6                               | 21     |
| 3    | 36 | Giuseppe Campari    | SA Ital. Ing. Nicola Romeo | Alfa Romeo 6C 1750 GS | 10    | + 2 min 23 s 4                               | 13     |
| 4    | 26 | Luigi Arcangeli     | Scuderia Materassi         | Talbot 700            | 10    | + 3 min 42 s 8                               | 9      |
| 5    | 50 | Gastone Brilli-Peri | SA Ital. Ing. Nicola Romeo | Alfa Romeo P2         | 10    | + 4 min 59 s 4                               | 20     |
| 6    | 46 | Cesare Pastore      | Privé                      | Maserati Tipo 26 B    | 10    | + 6 min 35 s 8                               | 18     |
| 7    | 40 | Pietro Ghersi       | Privé                      | Alfa Romeo 6C 1750 GS | 10    | + 7 min 12 s 8                               | 15     |
| 8    | 44 | Mario Razzauti      | Privé                      | Alfa Romeo 6C 1750 GS | 10    | + 7 min 27 s 8                               | 17     |
| 9    | 24 | Ernesto Benini      | Privé                      | Alfa Romeo 6C 1750 GS | 10    | + 11 min 3 s 0                               | 8      |
| 10   | 32 | Renato Balestrero   | Privé                      | Bugatti Type 35       | 10    | + 11 min 18 s 4                              | 12     |
| 11   | 48 | Archimede Rosa      | Fabbrica OM                | OM 665 SMM            | 10    | + 12 min 45 s 0                              | 19     |
| 12   | 22 | Francesco Sirignano | Principe de F. Sirignano   | Alfa Romeo 6C 1750 GS | 10    | + 15 min 59 s 8                              | 7      |
| 13   | 16 | Ernesto Maserati    | Officine Alfieri Maserati  | Maserati Tipo 26 B    | 10    | + 18 min 41 s 8                              | 5      |
| 14   | 38 | Louis Decaroli      | Privé                      | Bugatti Type 35C      | 10    | + 27 min 29 s 8                              | 14     |
| 15   | 2  | Mario Moradei       | Privé                      | Salmson               | 10    | 3 h 4 min 12 s 8 (73,3 km/h) + 29 min 21 s 2 | 1      |
| 16   | 10 | Piero Bucci         | Privé                      | Fiat 509              | 10    | + 57 min 44 s 8                              | 2      |
| Abd. | 62 | Clemente Biondetti  | Privé                      | Bugatti Type 35       | 9     | Moteur                                       | 22     |
| Abd. | 14 | Filippo Sartorio    | Privé                      | Amilcar               | 7     | Moteur                                       | 4      |
| Abd. | 42 | Giuseppe Morandi    | Fabbrica OM                | OM 665 SMM            | 6     | Levier de vitesses                           | 16     |
| Abd. | 30 | Amedeo Ruggeri      | Privé                      | Maserati Tipo 26      | 6     | Mécanique                                    | 11     |
| Abd. | 18 | Max Giorgini        | Privé                      | OM 665 SMM            | 3     | Moteur                                       | 6      |
| Abd. | 12 | Luigi Villa         | Privé                      | Derby                 | 1     | Moteur                                       | 3      |

- Légende: Abd.=Abandon ; Np.=Non partant

## Pole position et record du tour
- Pole position :  Mario Moradei (Salmson) départ à 15 h 0 min 0 s.
- Meilleur tour en course
  - Groupe 1 (+ 1 100 cm3) :  Achille Varzi (Alfa Romeo) en 15 min 10 s 4 (89,0 km/h) au sixième tour.
  - Groupe 2 (1 100 cm3) :  Mario Moradei (Salmson) en 18 min 12 s 6 (74,1 km/h).

## Tours en tête
- Achille Varzi : 7 tours (1 / 5-10)
- Gastone Brilli-Peri : 3 tours (2-4)